# Ég és föld között
Ég és föld között (v překladu Mezi nebem a zemí) je studiové album maďarské zpěvačky Zsuszy Koncz. Album bylo vydáno v roce 1997 na značce Hungaroton-Gong pod katalogovým číslem HCD 37889. Oceněno platinovou deskou.

## Seznam písní
1. Kárvalló idők (László Tolcsvay - János Bródy) 4:13
2. Esik eső (Tibor Bornai) 4:37
3. Hol van már az egyszer volt (Péter Gerendás - János Bródy) 3:09
4. Ég és föld között (László Bódi) 4:59
5. Valahol az úton (László Tolcsvay - János Bródy) 3:42
6. Ha így is szeretnél (Tibor Bornai) 4:44
7. Békét és reménységet (László Tolcsvay - János Bródy) 5:05
8. Vigyázz rám (László Dés - István Nemes) 3:32
9. Szavak (Attila Korom) 3:51
10. Neked ég a tűz (Tibor Bornai) 4:19
11. A történet vége (Péter Gerendás - János Bródy) 3:41
12. Azt írja a barátom (Attila Korom) 3:25
13. Ne nézd az órát (Tibor Bornai) 4:03
14. Semmi sincs (Zoltán Tóth - László Bódi) 3:20
15. Istenhozzád (László Tolcsvay - János Bródy) 4:05